# 14:59
14:59 — третий альбом группы Sugar Ray, выпущенный 12 января 1999 года. Он достиг 17 строчки в чарте Billboard 200 и получил статус трижды платинового от RIAA. Альбом обозначил движение группы к стилю более взрослой современной музыки от их раннего альтернативно-металического звучания.
Альбом пошёл по пути успешного сингла «Sugar Ray» 1997 года «Fly». Название альбома стало ответом на обвинения критиков в «однодневности» группы: название альбома подразумевало, что их «15 минут славы» ещё не истекли — их «часы славы» показывали 14:59.

## Список композиций
1. «New Direction» — 0:47
2. «Every Morning» — 3:39
3. «Falls Apart» — 4:15
4. «Personal Space Invader» — 3:38
5. «Live & Direct» — 4:34 featuring KRS-One
6. «Someday» — 4:03
7. «Aim for Me» — 2:20
8. «Ode to the Lonely Hearted» — 3:12
9. «Burning Dog» — 3:01
10. «Even Though» — 2:35
11. «Abracadabra» — 3:42 (кавер-версия песни Steve Miller Band)
12. «Glory» — 3:26
13. «New Direction» — 1:17